# Жълта дървесница
Жълта дървесница (Setophaga petechia) е вид птица от семейство Parulidae. Видът е незастрашен от изчезване.

## Разпространение
Разпространен е в Ангуила, Антигуа и Барбуда, Аруба, Бахамски острови, Барбадос, Белиз, Бермудски острови, Боливия, Бонер, Свети Евстатиус, Саба, Бразилия, Канада, Кайманови острови, Колумбия, Коста Рика, Куба, Доминика, Доминиканска република, Еквадор, Салвадор, Френска Гвиана, Гренада, Гваделупа, Гватемала, Гвиана, Хаити, Ямайка, Мартиника, Мексико, Монсерат, Никарагуа, Панама, Пуерто Рико, Сейнт Китс и Невис, Сейнт Лусия, Свети Мартин, Сен Пиер и Микелон, Сейнт Винсент и Гренадини, Суринам, Тринидад и Тобаго, Търкс и Кайкос, САЩ, Венецуела, Британски Вирджински острови и Вирджински острови.